# Hednalagen
Hednalagen (del nórdico antiguo Heþnalagh, literalmente «ley pagana»). también Okvädingamål, es un fragmento de un texto legal de Västergötland, Suecia, fechado hacia el siglo XIII, mencionado por Olaus Petri en 1607 que estipula unas normas para un holmgang, así compensaciones y sanciones por afrentas y calumnias, o perder derechos como hacer juramentos o a testificar.
El códice legal es previo a Västgötalagen. Aunque en principio supuso una forma de defensa frente a insultos al honor o virilidad de un individuo, en la práctica, el holmgang podría constituir una forma de bandidaje legalizado. A diferencia de otros territorios escandinavos, en las leyes medievales suecas no hubo disposiciones en contra; en la práctica se mantuvo hasta 1662, cuando fueron censurados por ley. La prohibición se repitió con nuevas regulaciones en 1682 y 1738.